# Unetxa
Unetxa (en rus: Унеча) és una ciutat de l'óblast de Briansk, a Rússia, que el 2019 tenia 23.097 habitants, és seu administrativa del districte homònim.